# Výtrusné rostliny

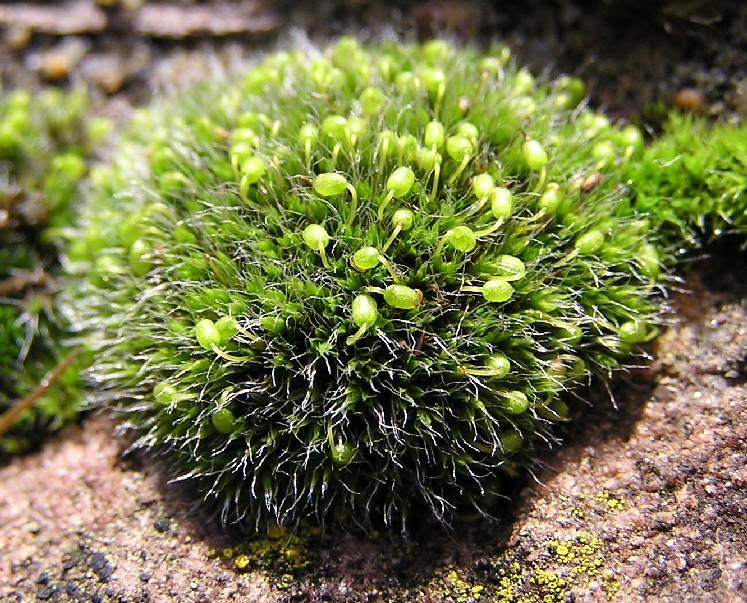
Grimmia pulvinata, mech

Výtrusné rostliny (Sporophyta), dříve nazývané též tajnosnubné rostliny (Cryptogamae), jsou rostliny nevytvářející květy, plody ani semena, rozmnožující se pomocí výtrusů. Jedná se o víceméně umělou skupinu bez systematického opodstatnění, a proto se dnes termín výtrusné rostliny používá jen zřídka. Opakem jsou semenné rostliny (Spermatofyta), dříve též jevnosnubné (Phanerogamae).
Rozsah této skupiny se mění v závislosti na vývoji systému rostlin. Mezi výtrusné rostliny tak byly dříve řazeny prakticky všechny živé organismy kromě semenných rostlin, jednobuněčných a mnohobuněčných živočichů. Biota se však dělila pouze na rostliny a živočichy.
Výtrusné rostliny v nejširším rozsahu:
- Bakterie
- Sinice
- Bičíkovci
- Hlenky
- Houby
- Lišejníky
- Řasy
- Mechorosty
- Rhyniové rostliny †
- Plavuně
- Kapraďorosty